# 1920–1921-es román labdarúgó-bajnokság (első osztály)
Az 1920–21-es román labdarúgó-bajnokság a román labdarúgó-bajnokság legmagasabb osztályának kilencedik alkalommal megrendezett bajnoki éve volt. A pontvadászat 4 csapat részvételével zajlott.
A bajnokságot a Venus Bucureşti nyerte az ezüstérmes Colţea Bucureşti és a bronzérmes Tricolor Bucureşti előtt.